# Pandanobasis mcgregori
Pandanobasis mcgregori is een libellensoort uit de familie van de waterjuffers (Coenagrionidae), onderorde juffers (Zygoptera). De wetenschappelijke naam van de soort is als Pericnemis mcgregori in 1939 voor het eerst geldig gepubliceerd door Needham & Gyger.
De soort komt voor op het Filipijnse eiland Luzon.
1. ↑  (en) Pandanobasis mcgregori op de IUCN Red List of Threatened Species.